# Podgórze Wilamowickie
Podgórze Wilamowickie (512.23) – mezoregion fizycznogeograficzny w południowej Polsce, stanowiący południowo-wschodnią część Kotliny Oświęcimskiej. Region graniczy od północy z Doliną Górnej Wisły, od południowego zachodu z Pogórzem Śląskim a od południowego wschodu z Pogórzem Wielickim; na samym wschodzie styka się z Rowem Skawińskim. Region leży na pograniczu województw małopolskiego i śląskiego. Przez analogię do sąsiednich regionów z nazwą pogórze, często spotykana jest niepoprawna forma Pogórze Wilamowickie.
Podgórze Wilamowickie jest wysoczyzną osiągającą wysokości od 280 do 300 m n.p.m. i od 30 do 70 m ponad dna dolin. Podłoże zbudowane jest na powierzchni z lessów, żwirów karpackich i resztek pokrywy morenowych; niżej z osadów morskich miocenu. Region porozcinany jest dolinami Soły, Skawy i Wieprzówki.
Głównymi ośrodkami miejskimi regionu są Kęty i Wilamowice (na skraju).
Podgórze Wilamowickie rozpościera się na terenie gmin: Wilamowice, Bestwina, Kęty, Osiek, Polanka Wielka, Oświęcim, Wieprz, Andrychów, Przeciszów, Zator, Spytkowice, Brzeźnica i Czernichów.